# Републички сеизмолошки завод
Републички сеизмолошки завод скраћено РСЗ је самостална државна стручна установа чија је основна делатност регистровање, прикупљање, анализа и праћење сеизмичких појава на територији Србије и у региону. Сеизмолошка мрежа завода је дигитална сеизмолошка мрежа са аналогним сензорима која је утемељена на преносу сигнала интернетом у реалном времену. Мрежа се састоји од 21 сеизмолошке станице и 25 акцелерографа и три локалне мреже 
акцелерографа чији је главни циљ брзо и тачно утврђивање локације земљотреса. Седиште завода је у Београду, на Палилули. Сеизмолошка служба основана је 28. марта (9. априла) 1893. године при Геолошком заводу Велике школе (Универзитет у Београду) када је оформљена земљотресна комисија након Ресавског потреса. Године 1901, служба прелази у надлежност Опсерваторије која отпочиње систематски да прикупља податке о земљотресима, а 1904. набавља и први сеизмограф. Служба 1906. прелази поново под Геолошки завод да би се 1909. године уселила у прву сталну Сеизмолошку станицу. Сеизмолошка служба 1919. прераста у Завод при Универзитету који у наредној деценији набавља савремене механичке инструменте типа Мајнк и Вихерт. Завод се од 1935. године налазио под непосредним патронатом Министарства просвете. Зграда Сеизмолошког завода одлуком Владе Србије 2007. године проглашена је за споменик културе. Године 2009. Сеизмолошки завод постаје члан ORFEUS (Observatories and Research Facilities for European Seismology) – Опсерваторије и истраживачке установе Европске сеизмологије.

## Оснивање
Након рушилачког земљотреса код Свилајнца, 27. марта (8. априла) 1893. године, а на захтев управника Геолошког завода Велике школе Јована Жујовића и професора Светолика Радовановића основана је Сеизмолошка служба при овом заводу за прикупљање података о земљотресима. Професор Жујовић упутио је нарочит проглас о прикупљању података о трусевима у целој земљи, а о потреби набавке сеизмографа говорио је на предавању у Српској краљевској академији, које је одржао поводом Ресавског земљотреса. На челу службе се налазила „земљотресна комисија“ која је руководила овим пословима. Пристигли подаци са терена су саопштавани на седницама геолошког друштва а потом публиковани у „Записницима“ истог друштва, као и „Споменици“ СКА. Међутим, тада није био уређен систематски организован поступак прикупљања података већ се сводио на добровољној бази коју су сачињавали углавном приватни извештачи. Ово је био главни разлог због чега је професор Жујовић склопио споразум о прикупљању података о земљотресима са професором Миланом Недељковићем, управником Астрономске и метеоролошке опсерваторије, која је имала читаву мрежу меотеоролошких станица у Србији. Тим споразумом 1901. године Сеизмолошку службу преузела је Опсерваторија од Геолошког завода Филозофског факултета, која је прикупљање извештаја о земљотресима обављала преко својих руковалаца метеоролошких станица. За шефа Сеизмолошке службе у оквиру опсерваторије постављен је Јеленко Михаиловић, асистент са Велике школе, који је те исте године отпочео са макросеизмичким пословима користећи постојећу мрежу метеоролошких станица и за сеизмолошко премрежавање Србије. Године 1901, уведено је 
систематско прикупљање података о земљотресима, који су публиковани у месечном билтену „Bulletin Mensuel de l`Observatoire de Belgrade“, Année 1902, 1903, 1904. Године 1903. у кругу Опсерваторије, поред два постојећа астрономска 
павиљона подигнута су још два: сеизмолошки и геомагнетски. За сеизмолошку службу Министарство грађевина сазидало је крајем 1903. павиљон, у којем је намештен сеизмограф Винчентинијеве конструкције по модификацији Конкољевој са вертикалним и хоризонталним клатном засебно, априла 1904. У истом павиљону намештен је и Агамемнов земљотресни авертисер упозоривач. Овим сеизмографом први пут су у Србији регистровани земљотреси.

## Рад завода
Године 1906. Сеизмолошка служба прелази поново у надлежност Геолошког завода. У то време, Јеленко Михаиловић са др Светоликом Радовановићем (тада декан Филозофског факултета) покреће акцију за изградњу сталне Сеизмолошке станице. Министар просвете и црквених дела Андре Николића одобрио је априла 1906. године средства за набавку инструмената и изградњу наменског објекта за Сеизмолошку станицу. Поступајући по захтеву министра просвете и црквених дела, Андре Николића, председник Београдске општине Велисав Вуловић одобрио је 6. септембра 1908. године земљиште на Ташмајдану за изградњу Сеизмолошке станице Геолошког завода. Радови су почели четири дана касније, а завршени су маја 1909. године. Пројекат је урадио архитекта Момир Коруновић. Инсталација инструмената је завршена 8. августа 1909. а наредног дана регистрован је први земљотрес. Представници Сеизмолошке службе Геолошког завода учествовали су на конгресима Међународног сеизмолошког савеза 1907. године, у Хагу, Холандија, 1909. у Цермату, Швајцарска и 1912. године, у Манчестеру у Уједињеном Краљевству. Године 1919. Сеизмолошка станица је прерасла у Сеизмолошки завод а на њеном челу за управника се нашао Јеленко Михаиловић.